# 平野拓也 (科学技術官僚)
平野 拓也（ひらの たくや、1935年1月8日 - ）は、日本の元大蔵官僚・科学技術官僚。大阪府大阪市出身。

## 人物
国家公務員採用中級試験（行政）に合格し、大阪外国語大学（現大阪大学外国語学部）外国語学部中国語学科を卒業して1959年に大蔵省に入省するが、同年国家公務員採用上級試験（行政）に合格し、改めて科学技術庁に事務系官僚で入った。その後、航空宇宙技術研究所管理部長、原子力局長、官房長、科学審議官を経て、1992年に事務系として初の科学技術事務次官となる。
1994年に定年退官。その後に海洋技術センター理事長に就任。
1995年の大阪府知事選挙に自民党、社会党など日本共産党以外の政党から支援されて無所属で立候補するが、無党派の横山ノック（無所属）に敗れて落選。

## その他
- 趣味は歌舞伎の鑑賞[2]。
- 尊敬する人物は新幹線の生みの親である島秀雄とX線天文学者の小田稔[2]。